# Damiano Cima
Damiano Cima (ur. 13 września 1993 w Brescii) – włoski kolarz szosowy.
Kolarstwo uprawia również jego brat, Imerio Cima.

## Osiągnięcia
Opracowano na podstawie:

2014
- 3. miejsce w Trofeo Edil C

2016
- 1. miejsce w Gran Premio Industrie del Marmo

2017
- 2. miejsce w Popolarissima

2018
- 1. miejsce w Tour of Xingtai
  - 1. miejsce w klasyfikacji punktowej
  - 1. miejsce na 1. etapie
- 2. miejsce w Tour of China I
  - 1. miejsce na 6. etapie

2019
- 1. miejsce na 18. etapie Giro d’Italia

2021
- 3. miejsce w Okolo jižních Čech
  - 1. miejsce na 4. etapie

## Rankingi
| Rok             | 2014 | 2015 | 2016  | 2017  | 2018 | 2019 | 2020 | 2021 |
| --------------- | ---- | ---- | ----- | ----- | ---- | ---- | ---- | ---- |
| World Ranking   |      |      | 1159. | 1348. | 866. | 480. | -    | 645. |
| UCI Europe Tour | 583. | 998. | 783.  | 902.  | -    | 370. | -    | 516. |
| UCI Asia Tour   | -    | -    | -     | 577.  | 98.  |      |      |      |
|                 |      |      |       |       |      |      |      |      |
| Źródło: UCI     |      |      |       |       |      |      |      |      |